# Park Jin-young (artista)
Park Jin-young (hangul: 박진영; hanja: 朴珍榮; nascido em 22 de setembro de 1994), mais frequentemente creditado apenas como Jinyoung (hangul: 진영), é um cantor, dançarino, compositor e ator sul-coreano. Ele é membro da boy band duo JJ Project e do grupo de K-pop GOT7, ambos da  JYP Entertainment. Jinyoung fez sua estreia como ator no drama Dream High 2 (2012), seguido de funções de apoio em When a Man Falls in Love (2013), My Love Eun-dong (2015), The Legend of the Blue Sea (2016) e atuou no filme A Stray Goat (2016), seu primeiro papel como protagonista. Em série, atuou como protagonista em He is Psychometric (2019).
Originalmente, Jinyoung debutou com o stage name de JR, já que o mesmo compartilha seu nome verdadeiro com o CEO da JYP Entertainment. Em 5 de Maio de 2015, ele mudou de JR para Junior devido à confusão dos fãs e da mídia sobre a pronúncia correta e a partir de 16 de agosto de 2016, foi divulgado que ele iria simplesmente atender pelo seu nome real, Park Jin-Young.

## Carreira

### 2011-2014: Estreia e início da carreira
Em 2011, Jinyoung foi escalado para o papel de Jung Ui-bong no drama televisivo Dream High 2. O drama começou a ser exibida em 30 de Janeiro de 2012 na KBS. Em 29 de fevereiro, Jinyoung lançou a música "We are the B" para a trilha sonora do drama, junto com Jinwoon, Kang So-ra e Kim Ji-soo.
Em Maio de 2012, Jinyoung e seu colega trainee JB estrearam com o duo JJ Project, com o único álbum JJ Project Slot Machine. Seu MV para a faixa título, "Bounce", foi lançado em 19 de Maio, e a dupla começou as promoções no M! Countdown  no dia 24 de Maio.
Em 11 de Março de 2013, foi anunciado que Jinyoung estaria aparecendo como Ddol-yi no novo drama da MBC, When a Man Falls in Love. Seu colega de banda JB também tinha um papel no drama, que foi ao ar por vinte episódios iniciando no dia em 3 de abril. Em 24 de dezembro de 2013, os dois membros do JJ Project foram confirmados como parte da boy band chamada Got7. O grupo lançou o seu primeiro EP, Got it?, em 20 de janeiro de 2014, e com boas posições nas paradas e vendas. Jinyoung coreografou um dos singles, "Follow Me".

### 2015–presente: Atividades solo
Além das atividades do GOT7, Jinyoung já participou de vários projetos musicais e de atuação. Em 2015, ele foi lançado em um papel de apoio no drama My Love Eun-dong, que foi ao ar na JTBC do dia 29 de Maio a 18 de julho. No mesmo ano, em março, ele foi contratado como apresentador oficial do M! Countdown, ao lado de Key do SHINee, o seu parceiro de grupo BamBam e Lee Jung Shin, do CNBLUE. Jinyoung deixou seu cargo como MC em março de 2016 para se concentrar nas atividades do GOT7, incluindo sua primeira turnê mundial.
Em 2016, Jinyoung foi anunciado como o protagonista masculino do filme Snow Flurries (em coreano:  눈발), dirigido por Cho Jae-min. O filme conta a história de um estudante do ensino médio, interpretado por Jinyoung, que se muda para a cidade de Goseong, onde ele conhece uma garota, interpretada pela atriz Ji Woo, que é uma exilada por causa de suspeitas sobre o seu pai. O filme teve a sua estreia mundial no Jeonju International Film Festival. Ele foi um dos três filmes para o Jeonju Cinema Project. Em setembro de 2016, ele foi escalado para um papel de apoio no drama The Legend of the Blue Sea, onde ele retrata a versão adolescente de Lee Min-ho, que é o protagonista da série. Em Janeiro de 2017, foi escalado como apresentador programa musical Inkigayo da SBS ao lado de Doyoung do NCT e Jisoo do BLACKPINK, formando o que ficou conhecido como o trio "Jinjido".
Jinyoung primeiro escreveu a canção intitulada "이.별" (em inglês: "This Star"; em português: "Esta Estrela"), que foi lançado no álbum repackaged, Mad Winter Edition. No quinto mini álbum o grupo, Flight Log: Departure, Jinyoung escreveu a segunda faixa do álbum "못하겠어" (em inglês: "Can't"). Jinyoung co-compôs a faixa com Distract e Secret Weapon. Em uma entrevista com Joon Choi (Distract), foi elogiada a dedicação e capacidade de composição de Jinyoung. Choi também mencionou que Jinyoung é um artista que superou suas expectativas, porque ele se impressionou com suas habilidades em estúdio apesar de não ser o vocalista principal do grupo. Para o segundo álbum do GOT7, Flight Log: Turbulence, Jinyoung escreveu a faixa 7, "Mayday". Já em "7for7" mini álbum do GOT7, Jinyoung foi co-compositor da música "Firework".

## Vida pessoal
Ele frequentou a Gyeonggi High School e a Howon University.
Em 8 de maio de 2023, a BH Entertainment anunciou o alistamento de Jinyoung através do Instagram da agência, compartilhando: “O ator e cantor Park Jinyoung se alistou hoje. Pedimos seu apoio e incentivo até o dia em que ele cumprimente os fãs novamente com melhoras.”

## Filantropia
Em fevereiro de 2020, foi relatado que Park havia doado uma quantia não revelada em dinheiro para animais selvagens afetados por incêndios na Austrália. 
Em agosto de 2020, ele doou ₩20 milhões para a Hope Bridge Disaster Relief Association para ajudar as vítimas das enchentes na Coreia do Sul.
Em 10 de agosto de 2022, Jinyoung doou ₩30 milhões para ajudar os afetados pelas inundações sul-coreanas de 2022 por meio da Hope Bridge Korea Disaster Relief Association.

## Discografia
2021-Dive/Single
2023-Ep Chapter 0:With

### Trilha sonora aparências
| Ano  | Título                    | Melhores posições nas paradas musicais | Vendas (DL)    | Álbum                     |
| Ano  | Título                    | KOR Gaon                               | Vendas (DL)    | Álbum                     |
| ---- | ------------------------- | -------------------------------------- | -------------- | ------------------------- |
| 2012 | "B급 인생 (We are the B)" | 13                                     | - KOR: 600,203 | Dream High 2 OST          |
| 2018 | Hold Me (이렇게)          | -                                      | -              | Top Management OST        |
| 2022 | Shining on Your Nigth     |                                        |                | Yumi's Cells 2 Ost Part 3 |

## Filmografia

### Dramas
| Ano       | Título                    | Papel                        | Rede        | Notas                                                   |
| --------- | ------------------------- | ---------------------------- | ----------- | ------------------------------------------------------- |
| 2012      | Dream High 2              | Jung Ui-bong                 | KBS2        | Personagem coadjuvante                                  |
| 2013      | When a Man Falls in Loves | Ddol-yi                      | MBC         | Personagem coadjuvante                                  |
| 2015      | Dream Knight              | Jin-young                    | Youku Tudou | Web-drama do Got7 por JYPE Youku e Tudou                |
| 2015      | My Love Eun-dong          | Park Hyun-soo                | JTBC        | Versão mais jovem do protagonista.                      |
| 2016      | Legend of the Blue Sea    | Heo Joon-jae / Kim Dam-ryung | SBS         | Versão mais jovem do protagonista.                      |
| 2017      | Magic School              | Lee Na-Ra                    | JTBC        |                                                         |
| 2019      | He is Psychometric        | Lee An                       | TvN         | Personagem principal                                    |
| 2019      | Melting Me Softly         | Jang Ho Sin                  | TvN         | Participação especial (ep. 14)                          |
| 2020      | When My Love Blooms       | Han Jae-hyun                 | TvN         | Personagem principal - versão mais jovem                |
| 2021–2022 | Yumi's Cells              | Yoo Ba-bi / Bobby            | TvN         | Personagem secundário na 1º temporada e principal na 2° |
| 2022      | Reborn Rich               | Shin Gyeong-min              | JTBC        | Participação especial (ep.1 )                           |

### Web séries
| Year | Title                          | Role                              | Ref. |
| ---- | ------------------------------ | --------------------------------- | ---- |
| 2015 | This is My Love: The Beginning | teenage Ji Eun-ho / Park Hyun-soo |      |
| 2017 | School of Magic                | Nara                              |      |
| TBA  | The Witch                      | Lee Dong-jin                      |      |

### Filmes
| Ano  | Título                       | Papel       | Notas           |
| ---- | ---------------------------- | ----------- | --------------- |
| 2017 | Snow Flurries / A Stray Goat | Cho Minshik | Papel Principal |
| 2020 | Yacha                        | Jung Dae    | Coadjuvante     |

### MC (Anfitrião oficial)
| Ano       | Título            | Notas                                   | Ref. |
| --------- | ----------------- | --------------------------------------- | ---- |
| 2015–2016 | M! Countdown      | com Lee Jung-shin, Key and BamBam       |      |
| 2017–2018 | Inkigayo          | com Jisoo (Blackpink) and Doyoung (NCT) |      |
| 2019      | KBS Song Festival | com Irene (Red Velvet)                  |      |

### Programas de Tv
| Year | Title                         | papel           | Notes                                              | Ref. |
| ---- | ----------------------------- | --------------- | -------------------------------------------------- | ---- |
| 2017 | Master Key                    | cast recorrente | Episodes 4 and 6                                   |      |
| 2018 | Living Together in Empty Room | membro          | com Han Hye-yeon and Block B's P.O, episodes 30–33 |      |
| 2018 | King of Mask Singer           | Concorrente     | as Rabbit, episodes 179 and 180                    |      |
| 2022 | Off The Grid                  | cast principal  |                                                    |      |

### Participações em MV's
| Ano  | Título                              | Artista                        | Notes              |
| ---- | ----------------------------------- | ------------------------------ | ------------------ |
| 2010 | "Tasty San"                         | San E                          |                    |
| 2014 | "Feel"                              | Lee Junho                      |                    |
| 2015 | "Speed Up"                          | Melody Day                     |                    |
| 022  | "Shining on Your Night" (달이 될게) | Park Jin-young                 | Yumi's Cells 2 OST |
| 022  | "You Can Be Loved"                  | Park Jin-young and Baek A-yeon | Princess Aya OST   |

## Prêmios e nomeações
| Cerimônia              | Ano  | Categoria                                      | nomeado / trabalho                           | Resultado | Ref. |
| ---------------------- | ---- | ---------------------------------------------- | -------------------------------------------- | --------- | ---- |
| APAN Music Awards      | 2020 | Artista Masculino                              | Park Jin-young                               | Indicado  |      |
| APAN Star Awards       | 2022 | Melhor casal                                   | Park Jin-young (com Kim Go-eun) Yumi's Cells | Indicado  |      |
| Asia Artist Awards     | 2020 | Prêmio potencial (Ator)                        | Park Jin-young                               | Venceu    |      |
| Asia Artist Awards     | 2020 | Prêmio de popularidade (Ator)                  | Park Jin-young                               | Venceu    |      |
| Asia Artist Awards     | 2021 | Prêmio de popularidade (Ator)                  | Park Jin-young                               | Indicado  |      |
| Asia Artist Awards     | 2021 | U+Idol Live Prêmio de popularidade (Ator)      | Park Jin-young                               | Indicado  |      |
| Asia Artist Awards     | 2022 | Idolplus Prêmio de popularidade (Ator)         | Park Jin-young                               | Indicado  |      |
| StarHub Night of Stars | 2019 | Personagem Masculino de Drama Coreano Favorito | He Is Psychometric                           | Venceu    |      |
| Baeksang Arts Awards   | 2017 | Mais Popular - Ator (Filme)                    | A Stray Goat                                 | Indicado  |      |
| Max Movie Awards       | 2017 | Prêmio Estrela em Ascensão                     | A Stray Goat                                 | Indicado  |      |

### Photobooks
- Hey Guys, JYP Entertainment and Copan Global (2019),  UPC 8809686161287
- Hear, Here, JYP Entertainment and Copan Global (2020), UPC 8809686168118